# Der Herr des Todes (1913)
Der Herr des Todes ist ein 1913 entstandenes deutsches Stummfilmmelodram von Max Obal mit Hugo Flink in der Haupt- und Titelrolle. Die Geschichte beruht auf dem gleichnamigen Roman (1910) von Karl Rosner. 1926 entstand eine weitere Verfilmung.

## Handlung
Der junge deutsche Offizier Peter von Herstorf züchtigt seinen Vorgesetzten wegen eines unangemessenen Verhaltens und muss, als er die Ehre seiner Herzdame Heid verteidigt, seinen Abschied beim Militär einreichen. Damit Gras über die Sache wächst, beschließt die Familie, Peter vorübergehend ins „Exil“ nach Amerika zu schicken. Dort hat er mit keiner seiner Unternehmungen Erfolg, sodass er mit dem Gedanken spielt, sich umzubringen. Doch im letzten Moment ändert eine unverhoffte Begegnung alles: Peter lernt einen Konstrukteur kennen, der für den Zirkus eine artistische Sensation gebaut hat: Eine so genannte „Todeskurve“. Sie ermöglicht geschulten Artisten mittels einer Kurvenrampe durch die Luft zu fliegen und von einer zweiten Kurve unversehrt wieder aufgefangen zu werden. Wenn dies funktioniere, denkt sich Herstorf, wäre dies im Zirkus oder beim Varieté eine echte Sensation.
Herstorf hat nichts mehr zu verlieren und will daher diesen Schritt wagen Er nennt sich fortan Perez Herrera und hat als Artist in der Todeskurve einen Riesenerfolg. Aus dem unehrenhaft entlassenen Leutnant ist ein weltberühmter Sensationskünstler geworden. Man nennt ihn nunmehr ehrfurchtsvoll den „Herr des Todes“. Wieder zurück in Berlin, trifft Peter alias Perez seine alte Jugendliebe Heid wieder, die inzwischen seinen einstigen Vorgesetzten geheiratet hat. In ihrer Ehe ist sie sehr unglücklich. Beider Gefühle entbrennen erneut füreinander, doch seine Peters kann nicht den Konventionen, die eine verheiratete Frau jener Zeit unterworfen ist, einfach entsagen. Heid zögert, als Peter sie auffordert, mit ihm fortzugehen. Und so ist er im entscheidenden Moment unkonzentriert, als es wieder einmal in die Todeskurve geht. Der Todessprung misslingt und er kommt beim Sturz ums Leben.

## Produktionsnotizen
Der Herr des Todes entstand Mitte 1913 im Bioscop-Atelier in Neubabelsberg, passierte die Zensur am 25. September desselben Jahres und fand am 10. Januar 1914 den Weg in die Berliner (und noch im selben Jahr auch in die österreichisch-ungarischen) Kinos. Der Vierakter besaß eine Länge von 1602 Meter.
Robert A. Dietrich gestaltete die Filmbauten.

## Kritiken
Das Prager Tagblatt verortete hier ein „höchst originelles und spannendes Sujet“.
Das Czernowitzer Tagblatt schrieb: „Hugo Flink sieht in seiner Offiziersuniform schneidig aus, und erweckt bei der Ausführung des gewagten Artistenstückes unsere Bewunderung. Der Todessprung … ist eine nervenrüttelnde Sensation, die prachtvoll ausgeführt, von erschütternder Wirkung ist.“